# Deja Vu (Post Malone)
Deja Vu è un singolo del rapper statunitense Post Malone, pubblicato il 9 settembre 2016 come quarto estratto dal primo album in studio Stoney.

## Descrizione
Terza traccia del disco, Deja Vu, che vede la partecipazione del cantante canadese Justin Bieber, è stato descritto da Pitchfork come un pezzo pop.

## Tracce
Testi e musiche di Austin Post, Justin Bieber, Adam Feeney, Anderson Hernandez, Matt Tavares, Kaan Güneşberk, FKI 1st e Louis Bell.
1. Deja Vu (feat. Justin Bieber) – 3:54

## Formazione
Musicisti
- Post Malone – voce
- Justin Bieber – voce aggiuntiva
- Kaan Güneşberk – cori
- Matt Tavares – chitarra, basso, tastiera
- Frank Dukes – percussioni, programmazione
- Vinylz – percussioni, programmazione

Produzione
- Frank Dukes – produzione
- Vinylz – produzione
- Louis Bell – produzione vocale, registrazione
- Alex Pavone – assistenza alla registrazione
- Manny Marroquin – missaggio
- Chris Galland – assistenza al missaggio
- Jeff Jackson – assistenza al missaggio
- Mike Bozzi – mastering

## Classifiche
| Classifica (2016) | Posizione massima |
| ----------------- | ----------------- |
| Canada            | 43                |
| Francia           | 151               |
| Regno Unito       | 63                |
| Stati Uniti       | 75                |